# Teplýšovice
Teplýšovice är en ort i Tjeckien.   Den ligger i regionen Mellersta Böhmen, i den centrala delen av landet, 40 km sydost om huvudstaden Prag. Teplýšovice ligger 464 meter över havet och antalet invånare är 388.
Terrängen runt Teplýšovice är platt söderut, men norrut är den kuperad. Runt Teplýšovice är det ganska tätbefolkat, med 214 invånare per kvadratkilometer. Närmaste större samhälle är Benešov, 8,6 km väster om Teplýšovice. Omgivningarna runt Teplýšovice är en mosaik av jordbruksmark och naturlig växtlighet.